# Nelson Vaz Feijó
Nelson Vaz Feijó, ou simplesmente Feijó (Santos, 21 de março de 1928 - Santos, 22 de abril de 2010) foi um futebolista brasileiro, que atuava como lateral-esquerdo.

## Carreira
Descendente de espanhóis, iniciou-se no futebol através das categorias de base do Jabaquara em 1940, onde foi campeão juvenil vencendo o Santos FC em 1945. Passou de amador a profissional em 1952.
Contratado junto ao Jabaquara, chegou aos Santos com 24 anos, em 1953, para disputar a posição com Ivan. Sua estreia no Peixe aconteceu no dia 3 de março de 1953, em um amistoso na Vila Belmiro contra o Flamengo, vencido por 4x3. Disputava a vaga de titular com Ivan, e, posteriormente, com Zé Carlos e Dalmo.
Em 1961, rescindiu seu contrato com o Alvinegro, aos 33 anos. Se despediu em 11 de março, na goleada por 7x1 contra o Flamengo, no Maracanã, pelo Torneio Rio-São Paulo. Realizou 242 partidas pela equipe santista e marcou 21 gols, sendo 13 de pênaltis, o qual chegou a ser o cobrador oficial do time, e outros 3 de falta. Pelo clube, conquistou os Títulos Paulistas de 1955, 1956 e 1958, e o Título do Rio-São Paulo de 1959.
Faleceu em 2010, de Mal de Alzheimer.

## Títulos
Santos
- Campeonato Paulista: 1955, 1956[3], 1958[1][11][12] e 1960

- Torneio Rio-São Paulo: 1959